# ليناريس دي لا سييرا
بلدية ليناريس دي لا سييرا (بالإسبانية: Linares de la Sierra) هي بلدية تقع في مقاطعة ولبة التابعة لمنطقة أندلوسيا جنوب إسبانيا.

## الديموغرافيا
بلغ عدد سكان بلدية ليناريس دي لا سييرا 297 نسمة عام 2011 (وفقاً للمعهد الوطني الإسباني للإحصاء).
| 301 | 309 | 293 | 295 | 321 | 299 | 297 |